# J. Carrol Naish
Joseph Patrick Carrol Naish, conegut com a J. Carrol Naish (Nova York, 21 de gener de 1897 − La Jolla, Califòrnia, 24 de gener de 1973) fou un actor estatunidenc.

## Biografia

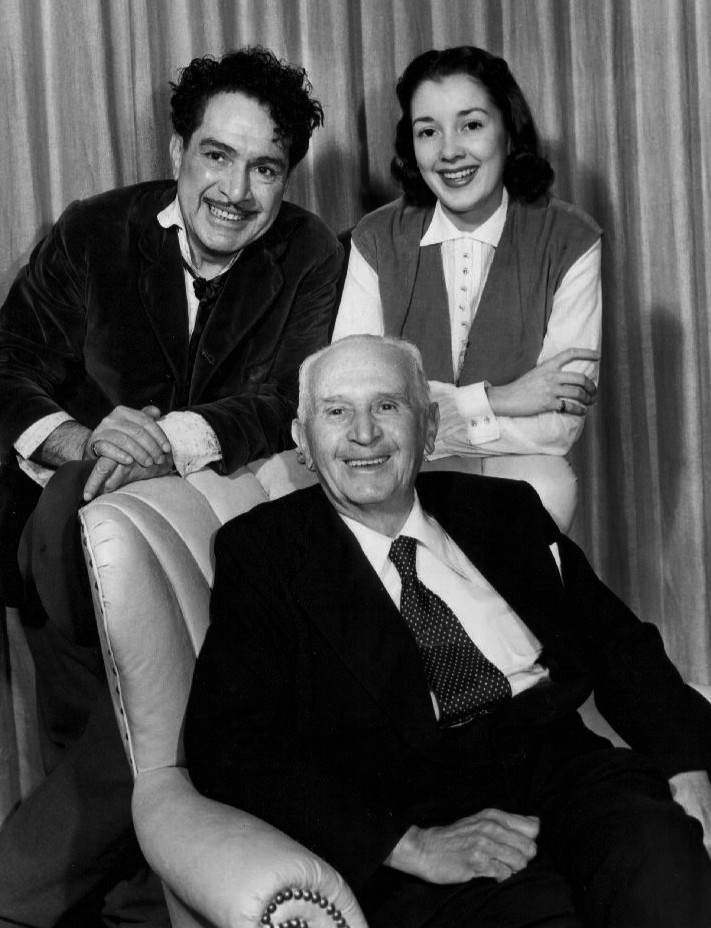
Tres generacions de Naishes el 1952. Assegut, Patrick Naish; drets, el seu fill, J. Carrol, i la seva neta, Elaine

Nascut a la Ciutat de Nova York, Naish va aparèixer en escena durant uns quants anys abans que comencés la seva carrera al cinema. Va començar com a membre de la troupe d'artistes infantils de vodevil Gus Edwards. Després de la Primera Guerra Mundial, Naish va crear el seu propi espectacle de cançó i dansa a París.
Naish va començar amb un petit paper, sense sortir als crèdits, a What Price Glory? (1926) llançat en una carrera de més de dues-centes pel·lícules. Va ser nominat dues vegades per l'Oscar al millor actor secundari, el primer per al seu paper a la pel·lícula  Sahara  (1943), i per a la seva actuació a la pel·lícula  A Medal for Benny (1945). Per aquesta pel·lícula va aconseguir el Globus d'Or al millor actor secundari. Va interpretar l'ajudant de Boris Karloff a  House of Frankenstein  (1944).
D'origen irlandès, mai no va interpretar un irlandès. Va fer de Philip Sheridan, un americano-irlandès en el film de John Ford Rio Grande , explicant: "quan arriba la part d'un irlandès, mai ningú no pensa en mi". Va interpretar altres ètnies, com italià, natiu americà, hispà i xinès, que el va fer guanyar el malnom de "l'Actor de l'ONU.".
Elaine Naish va ser una actriu que sovint interpretava papers secundaris a Life With Luigi.
El 1971, apareixia al seu últim paper al cinema, Dracula vs. Frankenstein (1971), com a científic boig; un paper tret de l'original Dr. Frankenstein per assassinar dones joves per a l'experimentació amb l'esperança de reactivar la creació del seu avantpassat, amb l'ajuda del seu assistent mut, interpretat per Lon Chaney Jr., que també faria el seu últim paper al cinema en aquest film.
Naish es va casar (des de 1929 fins a la seva mort) amb l'actriu Gladys Heaney (1907-1987); van tenir una filla, Elaine.
Naish va morir d'emfisema el 24 de gener de 1973 a l'Scripps Memorial Hospital a La Jolla, Califòrnia, tres dies després del seu 77è aniversari. Està enterrat a Calvary Cemetery, cementiri de Los Angeles.
Per a les seves contribucions a la televisió i el cinema, té una estrella en el Passeig de la Fama de Hollywood al 6145 de Hollywood Boulevard.

## Filmografia
- 1926: The Open Switch
- 1926: What Price Glory? de Raoul Walsh (No surt als crèdits)
- 1930: Double Cross Roads: Dyke's Lookout / Driver
- 1930: Cheer Up and Smile: Bit Part
- 1930: Good Intentions: Charlie Hattrick
- 1930: Scotland Yard: Dr. Remur
- 1931: The Royal Bed: Laker
- 1931: Gun Smoke: Mink Gordon
- 1931: The Finger Points: veu al telèfon
- 1931: Kick In: Sam
- 1931: Homicide Squad: Hugo
- 1931: Surrender: Bit
- 1931: Tonight or Never: anunci a la Ràdio
- 1931: Ladies of the Big House: Witness against Doremus
- 1932: The Hatchet Man: Sun Yat Ming
- 1932: The Beast of the City: Pietro Cholo
- 1932: The Mouthpiece: Tony Rocco
- 1932: The Famous Ferguson Case: Claude Wright
- 1932: Two Seconds: Tony
- 1932: Week-end Marriage: Joe
- 1932: Crooner: Nick Meyer
- 1932: Big City Blues: Bootlegger
- 1932: No Living Witness: Nick
- 1932: Tiger Shark: Tony
- 1932: The Kid from Spain: Pedro
- 1932: Afraid to Talk: (substituït per Matt Mc Hugh)
- 1932: The Conquerors: Agitador
- 1932: Frisco Jenny: Ed Harris
- 1933: No Other Woman, de J. Walter Ruben: Bonelli
- 1933: The Past of Mary Holmes: Gary Kent
- 1933: Silent Men: Jack Wilder
- 1933: Infernal Machine: Bryan
- 1933: Whirlwind: Injun
- 1933: The World Gone Mad: Ramon Salvadore
- 1933: Central Airport: Drunk in Wreck
- 1933: Elmer, the Great: Jerry
- 1933: The Devil's in Love: Salazar
- 1933: Arizona to Broadway: Tommy Monk
- 1933: Notorious But Nice: Joe Charney
- 1933: The Avenger: Hanley
- 1933: Captured!: Caporal Guarand
- 1933: The Last Trail: John Ross
- 1933: The Big Chance: John Wilson
- 1933: Ann Vickers: Dr. Sorelle
- 1933: The Mad Game: Chopper Allen
- 1933: Havana Widows: primer taxista
- 1933: The Mystery Squadron: Collins
- 1934: What's Your Racket?: Dick Graves
- 1934: Sleepers East: Carl Izzard
- 1934: Upperworld: Lou Colima
- 1934: One Is Guilty: Jack Allan
- 1934: Murder in Trinidad: Duval
- 1934: The Hell Cat: Joe Morgan
- 1934: Return of the Terror: Steve Scola
- 1934: The Defense Rests: Ballou
- 1934: Girl in Danger: Russo
- 1934: British Agent: Comissionat de guerraTrotsky
- 1934: Marie Galante: mariner francès
- 1934: The President Vanishes
- 1934: Hell in the Heavens: Sergent Chevalier
- 1934: Bachelor of Arts: Radical Speaker
- 1935: The Lives of a Bengal Lancer: Gran Visir
- 1935: Behind the Green Lights: Sam Dover
- 1935: Black Fury: Steve Croner
- 1935: Under the Pampas Moon: Tito
- 1935: Front page woman: Robert Cardoza
- 1935: The Crusades: Esclau àrab
- 1935: Little Big Shot: Bert (Kell's henchman)
- 1935: Special agent: Joe Durell
- 1935: Confidential: 'Lefty' Tate
- 1935: El capità Blood ((Captain Blood): Cahusac
- 1936: The Robin Hood of El Dorado: "Tres dits" Jack
- 1936: Two in the Dark: Burt Mansfield
- 1936: Exclusive Story: Comos
- 1936: The Leathernecks Have Landed: Drenov
- 1936: The Return of Jimmy Valentine: Tony Scapelli
- 1936: Moonlight Murder: André Bejac
- 1936: Special Investigator: Edward J. 'Eddie' Selton
- 1936: Absolute Quiet: Pedro
- 1936: Anthony Adverse: Maj. Doumet
- 1936: Ramona: Juan Can
- 1936: La càrrega de la Brigada lleugera (The Charge of the Light Brigade): Subahdar-Major Puran Singh
- 1936: Crack-Up: Operatiu 77
- 1937: Els que morirem aviat (We Who Are About to Die): Nick Trotti
- 1937: Song of the City: Mario
- 1937: The Grand Bounce: Hoodlum
- 1937: Border Cafe: Rocky Alton
- 1937: It May Happen to You: Moxie
- 1937: Think Fast, Mr. Moto: Adram, shopkeeper
- 1937: Hideaway: Mike Clarke també anomenat John Knox
- 1937: Sea Racketeers: Harry Durant
- 1937: Bulldog Drummond Comes Back: Mikhail Valdin
- 1937: Thunder Trail: Rafael Lopez
- 1937: Night Club Scandal: Jack Reed (gangster)
- 1937: Daughter of Shanghai de Robert Florey: Frank Barden
- 1938: Tip-Off Girls: Joseph Valkus
- 1938: Her Jungle Love: Kuasa
- 1938: Hunted Men: Henry Rice
- 1938: Prison Farm: Senior Guard Noel Haskins
- 1938: Bulldog Drummond in Africa: Richard Lane
- 1938: King of Alcatraz: Steve Murkil
- 1938: Illegal Traffic: Lewis Zomar
- 1939: Persons in Hiding: Freddie 'Gunner' Martin
- 1939: King of Chinatown: Professor
- 1939: Hotel Imperial: Kuprin
- 1939: Undercover Doctor: Dr. Bartley Morgan
- 1939: Beau Geste: Rasinoff
- 1939: Island of Lost Men: Gregory Prin
- 1940: Typhon: Mekaike
- 1940: Queen of the Mob: George Frost
- 1940: Golden Gloves: Joe Taggerty
- 1940: Down Argentine Way: Casiano
- 1940: A Night at Earl Carroll's: Steve Kalkus
- 1941: Mr. Dynamite: Professor
- 1941: That Night in Rio: Machado
- 1941: Blood and Sand: Garabato
- 1941: Accent on Love: Manuel Lombroso
- 1941: Forced Landing: Andros Banshek
- 1941: Birth of the Blues: Blackie
- 1941: The Corsican Brothers: Lorenzo
- 1942: A Gentleman at Heart: Gigi
- 1942: Sunday Punch: Matt Bassler
- 1942: Dr. Broadway: Jack Venner
- 1942: Jackass Mail: Signor Michel O'Sullivan
- 1942: The Pied Piper: Aristide Rougeron
- 1942: Tales of Manhattan: Costello
- 1942: The Man in the Trunk: Reginald DeWinters
- 1942: Dr. Renault's Secret: Noel
- 1943: Harrigan's Kid: Jed Jerrett
- 1943: Batman: Dr. Tito Daka
- 1943: Good Morning, Judge: Andre
- 1943: Behind the Rising Sun: Reo Seki
- 1943: Sahara: Giuseppe
- 1943: Calling Dr. Death: Inspector Gregg
- 1943: 'Gung Ho!': The Story of Carlson's Makin Island Raiders: Tinent C.J. Cristoforos
- 1944: A Voice in the Wind: Luigi
- 1944: Two-Man Submarine: Dr. Augustus Hadley
- 1944: The Whistler: The Killer
- 1944: The Monster Maker: Dr. Igor Markoff
- 1944: Jungle Woman: Dr. Fletcher
- 1944: Waterfront: Dr. Carl Decker
- 1944: Dragon Seed: cuiner japonès
- 1944: Enter Arsene Lupin: Ganimard
- 1944: House of Frankenstein: Daniel
- 1945: La lligacama de Gertie (Getting Gertie's Garter): Charles, the Butler
- 1945: A Medal for Benny: Charley Martin
- 1945: The Southerner: Devers
- 1945: Strange Confession: Roger Graham
- 1945: Star in the Night: Nick Catapoli
- 1946: Bad Bascomb: Bart Yancy
- 1946: The Beast with Five Fingers: Comissari Ovidio Castanio
- 1946: Humoresque: Rudy Boray
- 1947: Carnival in Costa Rica: Rica Molina
- 1947: El fugitiu (The Fugitive): Informador de la policia
- 1948: Joan of Arc: John, Comte de Luxembourg
- 1948: The Kissing Bandit: Chico
- 1949: Canadian Pacific: Dynamite Dawson
- 1949: That Midnight Kiss: Papa Donnetti
- 1950: Black Hand: Louis Lorelli
- 1950: Please Believe Me: Lucky Reilly
- 1950: Annie Get Your Gun: Cap Sitting Bull
- 1950: The Toast of New Orleans: Nicky Duvalle
- 1950: Rio Grande: Tin.Gen. Philip Sheridan
- 1951: Mark of the Renegade: Luis
- 1951: Més enllà del Missouri (Across the Wide Missouri): cap Looking Glass (Nez Perce chief)
- 1951: Bannerline: Frankie Scarbine
- 1952: Denver and Rio Grande: Gil Harkness
- 1952: Clash by Night: oncle Vince
- 1952: Woman of the North Country: John Mulholland
- 1952: Ride the Man Down: Xèrif Joe Kneen
- 1952: Life with Luigi (sèrie TV): Luigi Basco (1952)
- 1953: Fighter Attack: Bruno
- 1953: Beneath the 12-Mile Reef: Socrates(Soc)
- 1954: Saskatchewan: Batouche
- 1954: Sitting Bull: Sitting Bull
- 1955: Man on a Bus
- 1955: New York Confidential: Ben Dagajanian
- 1955: Hit the Deck: Mr. Peroni
- 1955: Rage at Dawn: Sim Reno
- 1955: Violent Saturday: Chapman, Bank Robber
- 1955: The Last Command: General Antonio Lopez de Santa Ana
- 1955: Desert Sands: Sergent Diepel
- 1956: Rebel in Town: Bedloe Mason
- 1956: Yaqui Drums: Yacqi Jack
- 1957: The New Adventures of Charlie Chan (sèrie TV): Charlie Chan
- 1957: This Could Be the Night: Leon
- 1957: The Young Don't Cry: Plug
- 1959: Les Incorruptibles (sèrie),  La Llei de la Mafia
- 1960: Convidatward Ho! (sèrie TV): Cap Hawkeye
- 1961: Force of Impulse: Antonio Marino
- 1964: The Hanged Man (TV): Oncle Picaud
- 1970: Cutter's Trail (TV): Froteras
- 1971: Dracula vs. Frankenstein: Dr. Frankenstein, també anomenat Dr. Duryea

## Premis i nominacions

### Premis
- 1946: Globus d'Or al millor actor secundari per A Medal for Benny

### Nominacions
- 1944: Oscar al millor actor secundari per Sahara
- 1946: Oscar al millor actor secundari per A Medal for Benny